# Arctogeophilus insularis
Arctogeophilus insularis är en mångfotingart som beskrevs av Carl Graf Attems 1947. Arctogeophilus insularis ingår i släktet Arctogeophilus och familjen storjordkrypare. Inga underarter finns listade i Catalogue of Life.